# 社交故事
社交故事（英語：Social Stories），也称社交情景故事，是为自闭症谱系之中的人士所设计的一项工具，通过情景再现的方式帮助他们更快地融入到社会交往之中，以此提升人际沟通能力，更快、更有效地与人互动。
虽然“社交故事”是为了拥有基本沟通技巧的高功能自闭症患者所设计，但若在此方法基础之上对其进行适当修改的话，对于沟通技巧较差的个人也可以使用。

## 内容
社交故事内容通常为日常生活的场景，以固定句式写成，并配以图片甚至视频等以帮助自闭症患者理解社交线索，促进对复杂多变的社交活动之理解。

## 历史
社交故事发明于1991年，当时卡洛·格雷（Carol Grey）在教导自闭症儿童时，因发现儿童对一项游戏规则感到困惑，随而为其写下了一则故事，遂发展为后来的社交故事。